# 洛阳饮食
洛阳饮食品种繁多既有出自古代宫廷的佳肴，也有来自民间的美味。洛阳的周围四面环山，雨量较少，冬季，民间饮食多用汤类，以抵御气候干燥寒冷。所以洛阳饮食最显著的特点就是汤多，各式各样的汤成为洛阳餐桌上最平常的饮食。

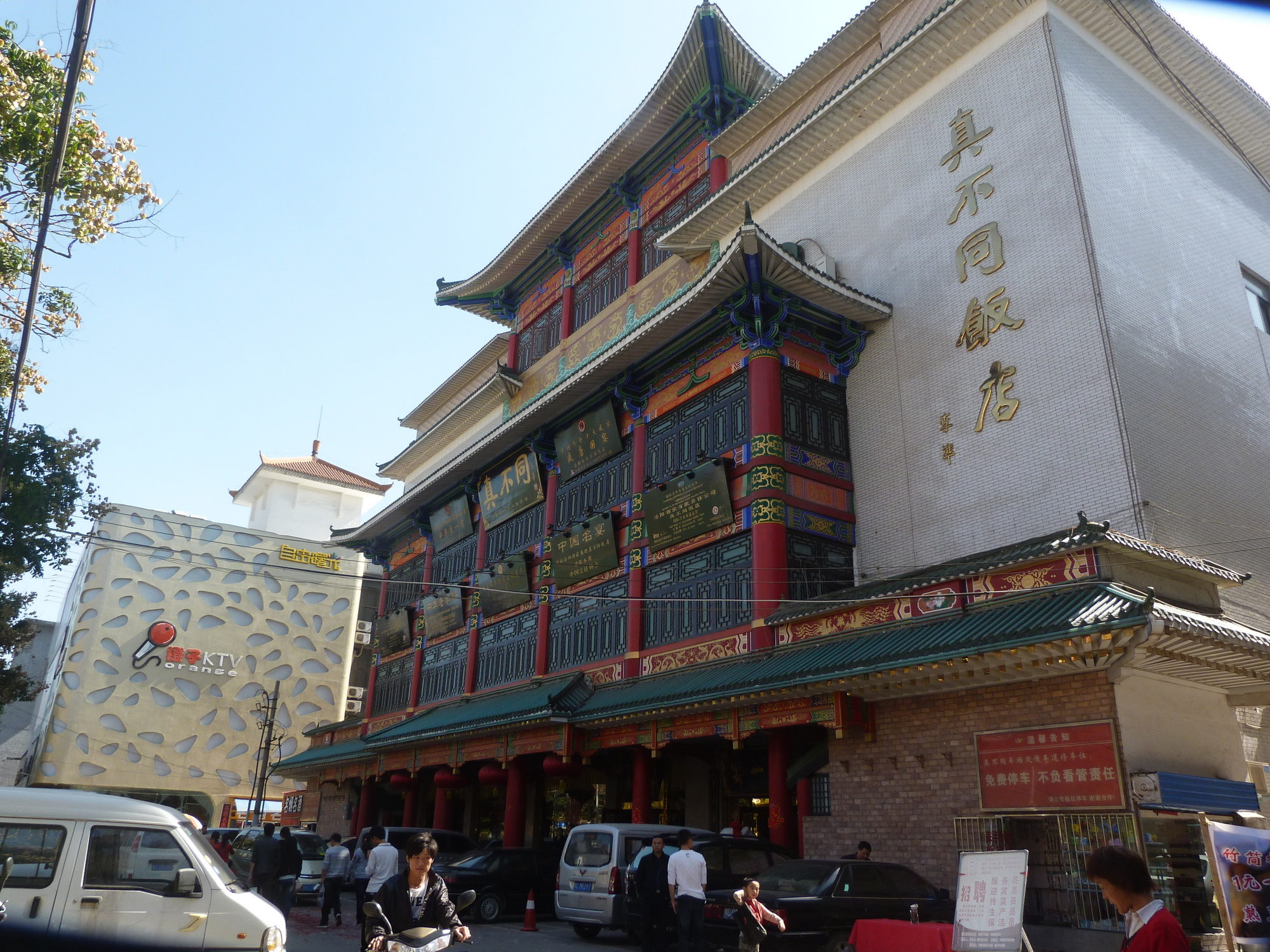
洛阳水席真不同饭店

## 汤菜类
- 洛陽水席─洛陽水席源自民間，唐朝武則天時，引進皇宮製成宮廷宴席，千年來經久不衰。洛陽水席一是以湯水見長，二是吃一道換一道，一道道像流水一般，故而得名。酸辣味殊，清爽合口，由卄四件組成，又稱三八席。
- 牡丹燕菜─洛陽風格獨特的傳統菜，從宮廷中傳入民間，做法是將大蘿蔔切成絲，拌粉清蒸，配以湯汁，味道格外鮮美，有燕窩風味。
- 胡辣湯─洛陽百年風味小吃，用精麵、粉條和肥豬肉為主料，以花生仁、麵筋泡、芋頭、山藥、蔥花、黃花菜、金針和木耳等作配料，加入糖、花椒、茴香、胡椒、乾薑、醬油、蒜片等作調味。
- 羊肉湯─ 羊肉湯特點是羊肉新鮮，香料齊全，調味料適中，羊肉沒有羶味，湯濃得泛成白稠像牛奶一樣，加入蔥、芫荽、鹽、辣椒等調味。
- 牛肉湯─牛肉湯有鹹甜兩種，肉肥湯鮮。与驴肉汤、羊肉汤并称为“洛阳三大名汤”
- 洛陽不翻湯─洛陽不翻湯歷史悠久，用綠豆粉絲、海帶、木耳加胡椒、食鹽調味，再加入蝦皮、紫菜、韭菜等輔料，味道香脆，油而不膩，酸辣爽口，別有風味。

## 面食类
- 漿麵條─洛陽人普遍愛吃的一種小吃，將豆漿發酵變酸後拌麵成糊狀，等滾沸後下麵條，加少許麻油，再加入調製好的鹽、辣椒、蔥花、青豆、芹菜等，具有濃郁地方特色。
- 蒸槐花─蒸槐花是當地居民喜愛的小吃，首先將槐花洗淨，沾上粉再蒸過，然後拌以大蒜、麻油等，口味相當清爽，適合作下酒配料或開胃菜。
- 燙麵角─遠近聞名之餃子，用精白粉作皮，豬前胛後臀肉作主餡，配以大蔥、韭黃和白菜心等，包成新月形上籠清蒸。燙麵餃薄如紙，色如玉，味道鮮香不膩。
- 張家餛飩─又稱馬蹄街'餛飩'，用白麵、雞肉、蝦仁、粉絲和薄雞蛋餅等作主料，用大油、胡椒、醬油、雞湯等為輔料，春天配以嫩韭和春椿，冬天配以韭黃和大蔥，味道鮮美，酸辣噴香。
- 金絲小燒餅─看起來有點像炸響鈴，只見圈圈狀的酥脆麵皮外殼，內餡夾入以豬耳朵所切成的細絲，並拌以小黃瓜絲。
- 雞蛋灌餅─將兩塊餅，中間夾以蛋和蔥，吃起來相當酥脆。

## 鱼肉类
- 鯉魚躍龍門─ 鯉魚是黃河的名產，肉質細嫩，營養豐富。鯉魚飛躍龍門造型優美，烹製好的鯉魚，味道鮮美。
- 長壽魚─長壽魚色澤紅潤，味道鮮美，有鹹甜酸三種味道。
- 清蒸魴魚─魴魚因產於伊河故名伊魴，香味淡純。

## 参看
- 豫菜